# دمسيسة مثلثة
دمسيسة مثلثة (الاسم العلمي: Ambrosia deltoidea) هي نوع من النباتات تتبع جنس الدمسيسة من الفصيلة النجمية.